# Domenico Annibali
Domenico Annibali (Macerata (Marques), vers el 1705 - Roma, 1779) va ser un castrat italià que tingué una carrera internacional activa des de 1725-1764.
L'aparició més primerenca coneguda de Annibali era a Roma en 1725 en una de les òperes de Nicola Porpora. Després d'altres aparicions a Roma el 1726, va ser actiu en els teatres a Venècia des de 1727-1729.
Va començar la seva carrera al seu país natal i després es va comprometre amb els Grosses Königliches Opernhaus de Dresden, des de 1729 fins a la seva retirada dels escenaris 35 anys després. A Dresden es va destacar en les òperes de Johann Adolf Hasse, creant en particular papers en les estrenes de dues de les seves òperes. També va ser admirat allà en obres de Nicola Porpora. El 1729 va acceptar un lloc a la Royal Opera House a Dresden, on va estar actiu fins al 1764. En Dresden va ser escoltat en les estrenes mundials de dues òperes de Johann Adolf Hasse: fou Alessandro a Cleofide (1731) i Attilio Regolo (1750. També va cantar en Cajo Fabricio d'Hasse (1734), Tito Vespasiano, Demetrio, Lucio Papirio, Arminio, Semiramide, Demofoonte, i Adriano a Síria. El 18 juliol de 1747 va cantar el paper protagonista en Filandro de Porpora en una actuació en honor de l'aniversari de princesa Maria Antònia de Baviera.
Al mateix temps que l'òpera de Dresden, Annibali el van admetre com a artista convidat en molts altres teatres a nivell internacional. Annibali va fer aparicions a Roma en 1730, 1732, i 1739; en particular, va aparèixer en l'estrena de Germànic de Porpora a Alemanya al Teatre Capranica al febrer de 1732. En 1731 tenia un gran triomf a Viena en el paper principal de Demetrio d'Antonio Caldara que va atreure l'admiració de Pietro Metastasio. D'octubre 1736 a juny de 1737 va ser membre de la companyia d'òpera de Händel al Royal Opera House de Londres; fent un sensacional debut al teatre, el 8 de desembre en el paper principal de Porus de Handel. Després va passar a crear funcions en les estrenes mundials de les tres òperes de Handel: els papers principals dArminio (12 de gener de 1737) i Giustino (16 de febrer de 1737), i el paper de Demetrio a Berenice (18 de maig de 1737). També va cantar en l'estrena de la cantata de Handel Sempre un portador de glòria, el pasticcio Abbandonata Didone, i en la versió revisada d'Il Trionfo del Tempo; i en reposicions de Partenope, Festa d'Alessandro, i Esther (en italià).
Quan Annibali es va retirar dels escenaris en 1764, va deixar Dresden amb el títol de Kammermusikus i amb una pensió de 1.200 thaler. Va tornar a la seva ciutat natal, on va mantenir una residència fins a 1776 quan es va traslladar a Roma. Va morir a Roma tres anys més tard. També va ser actiu com a mestre de cant durant la seva vida. Un dels seus alumnes notables va ser el compositor d'Ucraïna Timofiy Bilohradsky.